# Zsuk község
Zsuk község (románul: Comuna Jucu) község Kolozs megyében, Romániában. Központja Zsuk, beosztott falvai Kötelend, Nemeszsuk, Visa, Zsukiménes. 2008 óta Kolozsvár metropolisztérség része.

## Fekvése
Kolozs megye keleti részén helyezkedik el, a Szamosmenti-hátság és a Mezőség találkozásánál a Kis-Szamos völgyében. Szomszédos községek: délen Apahida, északon Bonchida, keleten Apahida és Magyarkályán, nyugaton Kolozsborsa és Kajántó. A község a DN1C főúton közelíthető meg. Kolozsvártól 20, Szamosújvártól 25 kilométerre van.

## Népessége
1850-től a népesség alábbiak szerint alakult:
| Lakosok száma | 2529 | 2584 | 3314 | 3893 | 5238 | 5768 | 4025 | 4086 | 4270 | 5349 |
|               | 1850 | 1880 | 1900 | 1920 | 1941 | 1977 | 1992 | 2002 | 2011 | 2021 |

A 2011-es népszámlálás adatai alapján a község népessége 4270 fő volt, melynek 84,26%-a román és 11,62%-a magyar. Vallási hovatartozás szempontjából a lakosság 74,66%-a ortodox, 10,37%-a református, 4,8%-a pünkösdista és 3,11%-a Jehova tanúja.

## Nevezetességei
A község területéről az alábbi épületek szerepelnek a romániai műemlékek jegyzékében:
- a zsuki Kemény-kastély (LMI-kódja CJ-II-m-B-07686)

## Híres emberek
- Zsukon született George Bariț (1812–1893) újságíró, történész és 1848-as forradalmár